# Hernán Gazmuri
Hernán Gazmuri, (San Carlos, 1900 - Santiago, Chile, 1979) fue un pintor chileno.

## Biografía
Nació en la ciudad de San Carlos, en la entonces Provincia de Ñuble, Chile. A los catorce años llega a Santiago de Chile, donde de día trabaja en una notaría y por las noches estudia Pintura. Ingresa a la Academia de Bellas Artes en 1919, siendo estudiante entre otros, de Juan Francisco González; asume la presidencia del centro de alumnos de la Academia en 1924, desde dicho cargo se manifiesta solicitando una política clara sobre la enseñanza artística, a la vez que propone el sistema de becados para 3 o 4 artistas por generación en Europa.
En 1925 participa de la primera exposición de Arte Moderno, organizada por el Grupo Montparnasse, lo que provocaría su posterior vinculación con dicha agrupación.
Entre 1928 y 1931 asistió a la Academia de André Lhote de París, Francia, sin contar con becas del Gobierno Chileno, a la vez de realizar Estudios en Estética e Historia del Arte en la Facultad de Letras de la Universidad de la Sorbona y en la Escuela del Louvre. Visitando en su estadía en Europa exposiciones de Mondrian, Klee, Chagall; a la vez de realizar viajes académicos de París a Génova, Pisa, Venecia, Padua, Asís,Florencia, Pompeya, Siena, Nápoles y Peruggia.

### Docencia en Academia de Bellas Artes
En 1931, regresa a Chile afectado de tuberculosis, la noche tras la caída del régimen de Carlos Ibáñez del Campo, se “toma” junto a un grupo de estudiantes la Academia de Bellas Artes, dando fin al modelo academicista instalado hasta ese momento, y asume la docencia en la cátedra de Pintura y Composición en dicho establecimiento educacional. Al año siguiente, envía al salón moderno la pintura “Homenaje a André Lhote”, con la cual es incorporado posteriormente como exponente de la escuela francesa por René Huyghe en su texto “Estudios de Arte Americano” (1946). 
Para 1933, participa de la Exposición de Arte Moderno de Santiago, con “Naturalezas Muertas de Flores”. El 25 de mayo de ese año aparece en “Les Nouvelles Litteraires” lo siguiente : “...el arte oficial es en Chile desde hace algunos meses el arte de avanzada más ortodoxo y la influencia de París es aplastante a veces. La veneración de Gazmuri por Lhote...”. En diciembre de ese mismo año se realiza la Exposición de la Escuela de Bellas Artes de sus alumnos. Participa en el Salón Oficial del Museo Nacional de Bellas Artes de ese año con las obras “Desnudo” y “Naturaleza Muerta con Frutero”.
La cátedra ejercida por él en la Academia de Bellas Artes, es suprimida en 1934, según señala en un manuscrito:”...mediante maniobras subterráneas de parte de los intereses lesionados por la acción renovadora sustentada en el curso…”; haciendo eco del artículo de Marco Bontá del 15 de abril, en El Mercurio, en el cual se critica a Gazmuri y sus estudiantes por la realización de obras de estilo cubista; el 22 del mismo mes responde Raúl Uribe Castillo a Bontá por el mismo diario, asegurando que sólo han estudiado a los Clásicos. En septiembre, Gazmuri dicta una conferencia sobre Cubismo en la Universidad de Chile. El 22 de noviembre es convocado por Marco Bontá, para desarrollar el tema “Conceptos de la Pintura: en el Renacimiento, Impresionismo y Cubismo” para el concurso por la Cátedra de Pintura de la Academia de Bellas Artes. Obtiene la Primera Medalla en el “Salón de Verano” de Viña del Mar, donde cita en el catálogo a su maestro André Lhote: …”Los movimientos de reacción contra un ideal agotado permanecen saturados del ideal que combaten”. Lo que es asumido como un rechazo al modelo de formación artística que se instalaba con la Academia y la intelectualidad de la época, segregándolo de los círculos y debates, por lo que debe aceptar trabajos esporádicos como traductor e ilustrador de revistas de moda, abandonando a finales de dicho año la Academia de Bellas Artes.
En 1935 funda con un grupo de estudiantes el Taller Libre, entregando sin tapujos sus postulados pedagógicos sobre pintura, composición y dibujo. Algunos asistentes a dicho taller fueron Roberto Matta, Lily Garafulic, Raúl Uribe Castillo, María Izquierdo y Luis Merino Reyes. Realizó un mural para la Caja de Seguro Obrero en 1938; al año siguiente, realiza traducciones y portadas para Revista Zig-Zag.

### Docencia en Universidad Técnica del Estado
Para 1940, participa por sugerencia de Lorenzo Domínguez, en el envío de arte chileno a Buenos Aires, del cual Julio E. Payró refiere en el Diario La Nación de Argentina el 4 de agosto sobre la obra de Gazmuri: “...moderno, aún colorista radiante, oscila entre lo geométrico y lo decorativo...”. Posteriormente, en 1941, junto con Eleodoro Domínguez, Luis Zúñiga y un grupo de profesores orientados en nuevas pautas pedagógicas funda el Instituto Pedagógico Técnico, en la Universidad Técnica del Estado, siendo profesor de Dibujo de dicha institución.
Fue postulado a la Dirección del Museo Nacional de Bellas Artes en 1946. Luego en 1958, expone una Retrospectiva en la Sala Libertad de una muestra de 17 témperas realizadas entre 1941 y 1948 durante el mes de agosto, además participa en el Primer Salón de Arte Abstracto en Sala Libertad durante noviembre; y expone los dibujos de sus estudiantes en la Sociedad de Profesores, presentando los trabajos de sus alumnas en la Exposición de Arte Decorativo del Instituto Técnico Pedagógico. 
En 1960, Víctor Carvacho señala en su artículo “Ciento Cincuenta Años de Pintura y Escultura en Chile “ , Diario La Nación , que: “ ...fiel a la norma del idealismo racional del cubismo, Hernán Gazmuri pinta con vital impulso”. Meses después con la publicación de “Historia de la Pintura Chilena “ de Antonio Romera se indica a Gazmuri como un “renovador del espacio artístico”.
En 1962, se homenajea a Gazmuri junto a Emilio Pettorutti por parte del Museo de Arte Contemporáneo en el marco de la exposición “Forma y Espacio”. Al siguiente año participa de una exposición colectiva en Galería “Beaux Arts” con Brugnoli, Ogaz, Vásquez, entre otros. Jubiló de la Universidad Técnica del Estado en 1972. Falleció en Santiago de Chile en 1979.